# Kenny Brown
Kenny Brown (ur. 5 lipca 1953) – amerykański gitarzysta bluesowy. Był uczniem Roberta Lee Burnside’a. Karierę rozpoczął w 1971, jako „adoptowany syn” Burnside’a. Nagrywał między innymi z Joe Spencer Blues Explosion.